# Peter Larson
Peter Larson (ur. 1952) – amerykański paleontolog z Instytutu Badań Geologicznych w Black Hill, kierował zespołem, który odkopał „Sue”, jeden z najbardziej kompletnych okazów tyranozaura odkrytych do dziś. Zredagował również książkę „Rex Appeal”, która opowiada historię, jak rząd USA przejął szkielet T. rex – „Sue”, zaraz po jego odkopaniu.
Peter Larson jest jedną z pierwszych osób, które pracowały nad patologiami kostnymi u tyranozaura. Uważany za jednego z najwybitniejszych specjalistów w badaniach nad skamieniałościami T. rex.
Jest obecnie prezesem Instytutu Badań Geologicznych w Black Hill.